# Pănătău
Pănătău is een Roemeense gemeente in het district Buzău.
Pănătău telt 2754 inwoners.